# Flughafen Vilhelmina

i7
i11
i13
Der Flughafen Vilhelmina (IATA-Code: VHM, ICAO-Code: ESNV) ist ein Flughafen in der Provinz Västerbottens län im Norden Schwedens und liegt rund 5 Kilometer südöstlich von Vilhelmina. Betreiber des Flughafens ist die Gemeinde Vilhelmina. Der Flughafen besitzt eine 1502 Meter lange Start- und Landebahn mit der Ausrichtung 10/28 und wurde im Jahr 2016 von rund 15.000 Passagieren benutzt.

## Flugziele
Die Fluggesellschaft Nextjet, die regelmäßig Flüge angeboten hatte, stellte am 16. Mai 2018 wegen Insolvenz des Unternehmens den Flugbetrieb ein.